# Langue VSO
Pour les articles homonymes, voir VSO.
Une langue VSO est, en typologie syntaxique, une langue dont les phrases suivent généralement un ordre verbe-sujet-objet.

## Explication syntaxique
La grammaire générative a indiqué trois catégories, ou constituants, pour représenter les verbes dans les phrases. Le SV (syntagme verbal), le ST (syntagme temporel) et le Sv (syntagme petit v) sont tous des têtes pouvant contenir des verbes, et ils sont présents dans la représentation syntaxique de toutes les langues du monde. Cependant, les langues du monde ont des paramètres, qui affectent leur production syntaxique. Le paramètre de force (*F) sur le T peut faire déplacer le verbe au petit v à T, ce qui change l'ordre de la phrase. De plus, les langues VSO n'ont pas de trait fort sur le EPP, donc le sujet n'est pas déplacé avant le verbe, il reste à son endroit original.
Par exemple, dans une langue SVO : « Un chat mange une souris » serait en premier « un chat (T) mange(v) mange(V) une souris », puis, grâce à la force, « mange(T) un chat mange(v) mange(V) une souris ». La force sur EPP : « un chat mange(T) un chat mange(v) mange(V) une souris »
Dans une langue VSO, la dernière étape n'a pas lieu, et donc on reste avec « mange(T) un chat mange(v) mange(V) une souris ».

## Fréquence
Cet ordre est le troisième plus fréquent et représente environ 9 % des langues du monde.

## Utilisation majeure
Langues indo-européennes : le gallois et les langues gaéliques.
- Un exemple de l'irlandais : « Leanann         an t-ainmni    an briathar     i nGaeilge.»  suivre.Prés.[Quoi ?]    le sujet          le verbe          en irlandais  « Le sujet suit le verbe en irlandais. »[4]
- En gaélique écossais, par exemple 
  - « F`agaidh    mi e »
  - partir-[fut]. je  il  ‘je le quitterai.’

Langues chamito-sémitiques : l'arabe, l'égyptien ancien et les langues berbères ; l'hébreu biblique utilise également cet ordre.
Langues amérindiennes : les langues zapotèques, les langues mixtèques et les langues salish.
Langues austronésiennes : l'hawaïen et le cebuano.
L’espagnol fait figure de cas particulier concernant cet ordre; en effet, même si l’ordre de base de cette langue est SVO, comme dans Ana tiene las llaves (Ana a les clefs), la langue a connu une période prolongée de contact avec une langue dont l’ordre de base est VSO, l’Arabe; cette langue, en plus de son influence sur le vocabulaire, a également eu une influence grammaticale; ainsi, il n’est pas incorrect ni rare d’entendre Tiene Ana las llaves (A Ana les clefs), surtout dans les phrases interrogatives.
Pour une liste complète, voir la catégorie: Langue VSO.

## Utilisation mineure
Le français, langue indo-européenne, utilise cette construction dans certaines questions (« As-tu une voiture ? »).